# Vršťala
Vršťala (Geissorhiza) je rod rostlin z čeledi kosatcovité. Jsou to drobné, vytrvalé, vzhledově dosti různorodé byliny s podzemní hlízou a několika úzkými listy. Květy jsou různých barev, pravidelné nebo dvoustranně souměrné, plodem je tobolka.
Rod zahrnuje asi 100 druhů a je rozšířen v jižní Africe. Některé druhy se celkem vzácně objevují ve sbírkách okrasných rostlin.

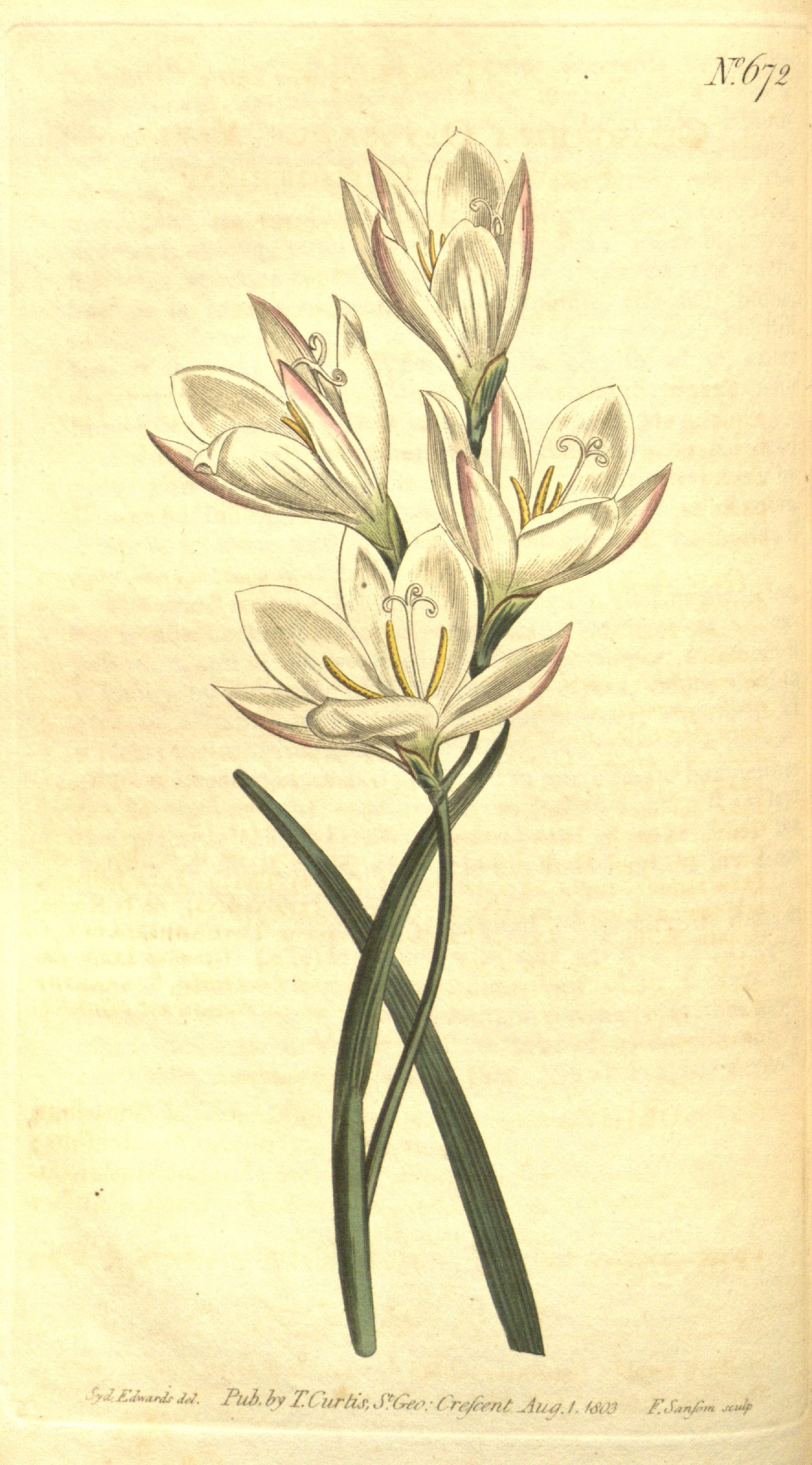
Geissorhiza imbricata na historické ilustraci z roku 1803

## Popis
Vršťaly jsou subtilní, vytrvalé, sezónně zatahující, lysé nebo chlupaté byliny s podzemní hlízou. Hlízy jsou kulovité, vejcovité až poněkud kuželovité, s bazálním hřebenem, z něhož vyrůstají kořeny, na povrchu kryté tvrdými a dřevnatými nebo řidčeji papírovitými či vláknitými, soustřednými nebo střechovitě se kryjícími obaly (tunikami). Uvnitř jsou bílé. Počet listů je druhově charakteristický a pohybuje se v rozmezí od jednoho (Geissorhiza unifolia) po několik, nejčastěji jsou 3. Listy jsou úzké, unifaciální, na bázi pochvaté. Spodní bývají zkrácené (katafyly). Některé druhy mají ztlustlé okraje listů nebo i žilky. Stonek je vzpřímený, jednoduchý nebo větvený, s okrouhlým průřezem.
Květy jsou pravidelné nebo dvoustranně souměrné, kolovité, řepicovité nebo miskovité, podepřené párovými listeny a uspořádané v hroznovitém květenství nebo jednotlivé. Barva květů je velmi různorodá (mimo oranžové), nejčastěji jsou bílé, smetanové, fialové nebo purpurové. Okvětí má přímou okvětní trubku a 6 cípů. Tyčinky jsou volné, obvykle se zploštělými nitkami. Čnělka je tenká a dlouhá, vyčnívá z okvětní trubky a na konci je .
Plodem je drobná, tenkostěnná tobolka obsahující mnoho drobných semen.

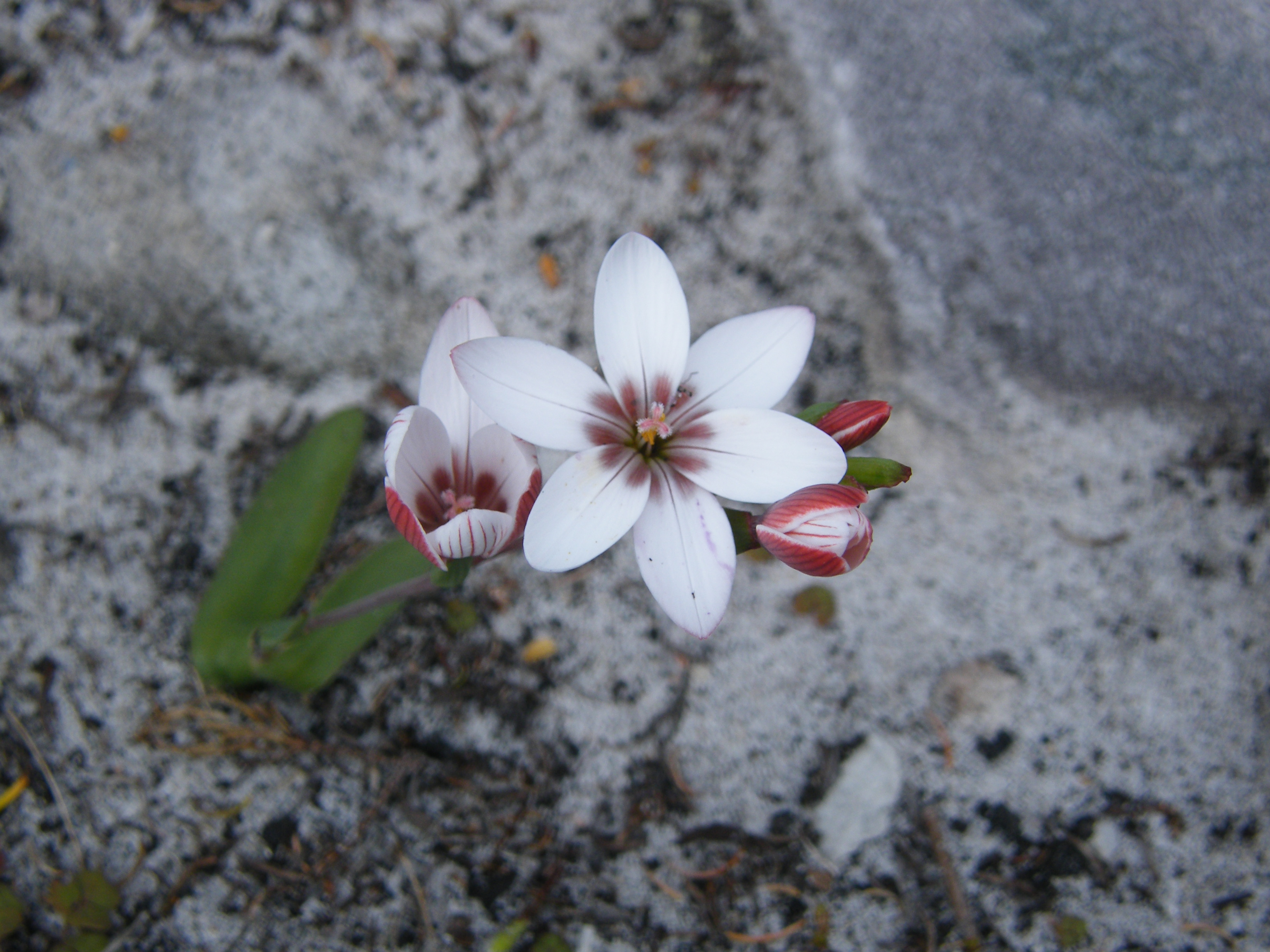
Geissorhiza ovata
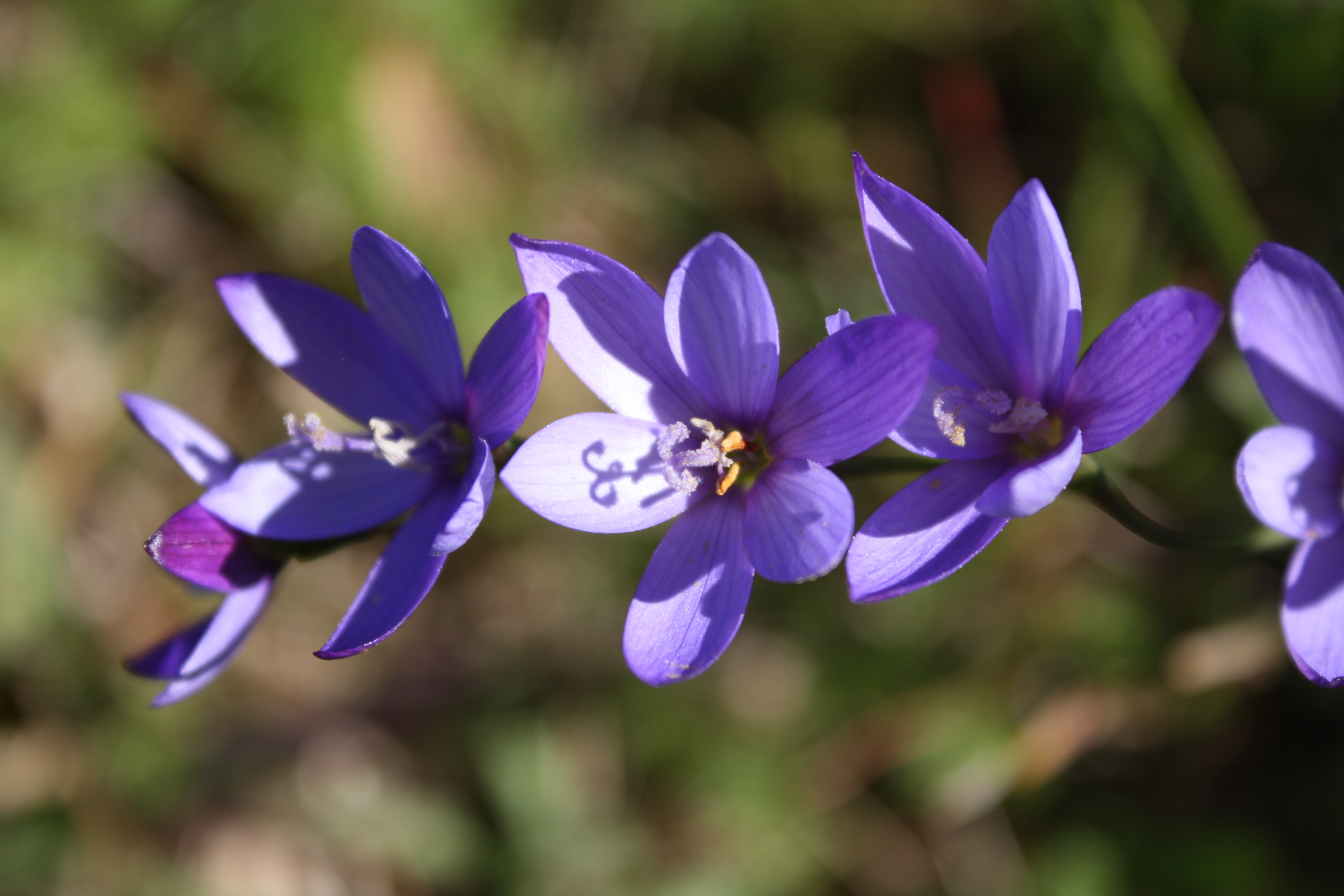
Květenství Geissorhiza aspera
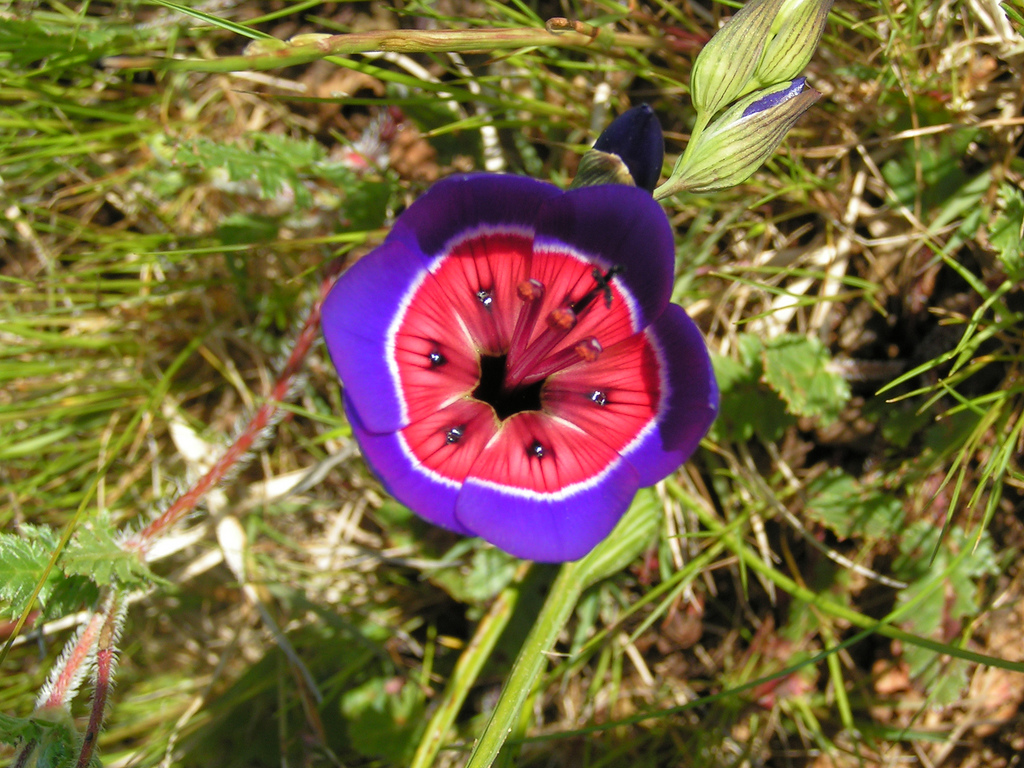
Detail květu Geissorhiza radians

## Rozšíření
Rod zahrnuje asi 100 druhů. Je rozšířen při jižním a západním pobřeží jižní Afriky s přesahy do severního Namaqualandu, západního Karru a Východního Kapska.
Zástupci rodu rostou na poměrně široké škále stanovišť. Některé druhy jsou dokonce svým výskytem omezeny pouze na skalní útesy v blízkosti vodopádů.

## Ekologické interakce
Květy jsou opylovány hmyzem, přičemž různé druhy jsou přizpůsobeny různým opylovačům. U většiny druhů jsou hlavními opylovači včely. Druhy s dlouhou okvětní trubkou a světlými, růžovými květy jsou opylovány dvoukřídlými s dlouhým sosákem z čeledí ovádovití (Tabanidae) a Nemestrinidae, zatímco nemnohé druhy se sytě purpurovým středem květu navštěvují vrubounovití brouci z tribu Hopliini.

## Taxonomie
Rod Geissorhiza je v rámci čeledi Iridaceae řazen do podčeledi Crocoideae a tribu Ixieae. První revize rodu byla uveřejněna v roce 1955 a bylo v ní rozlišováno 55 druhů. V revizi vydané v roce 1985 již bylo zahrnuto 91 druhů. Nejblíže příbuzným, sesterským rodem je Hesperantha.
Tento rod má centrum rozšíření rovněž v jižní Africe. Oba rody se odlišují zejména znaky na čnělce (u rodu Hesperantha je čnělka již v úrovni ústí okvětní trubky rozčleněna na dlouhá ramena). Společnými znaky jsou zejména asymetrické hlízy a v rámci podčeledi Crocoideae neobvyklé, dřevnaté tuniky.
Některé druhy byly v rámci taxonomických revizí přeřazeny do rodu Gladiolus, např. madagaskarský druh Gladiolus bojeri.

## Význam
Většina druhů má poměrně malé a nenápadné květy bez většího pěstitelského významu, jsou však mezi nimi i výjimky.
Za jeden z nejkrásnějších druhů rodu je považována Geissorhiza radians, jejíž několikabarevné květy jsou přirovnávány k poloplným pohárům červeného vína. Podobné květy mají i příbuzné druhy Geissorhiza eurystigma a Geissorhiza mathewsii (a rovněž např. i druh Babiana rubrocyanea). Pohledné bělavé květy s hnědočerveným středem má Geissorhiza tulbaghensis. Všechny tyto druhy je možno pěstovat v nádobách, mimo specializované sbírky rostlin se však objevují jen zřídka. Pěstování některých druhů je poměrně snadné, Geissorhiza aspera se rozmnožuje i samovolně ze semen. Z českých botanických zahrad není žádný druh tohoto rodu uváděn.